# Годзила (франшиза)
Годзила/Гођира (енг. Godzilla, јап. コ シ ラ Го́џира/Го́з́ира) франшиза је од више десетина филмова са чудовиштем Годзила.
Овај серијал тренутно држи Гинисов рекорд за најдужу филмску франшизу икада сниману; снимање још уек траје, а започело је 1954. године. Снимљено је 33 јапанских верзија филмова Годзиле, док је америчких снимљено пет. Свеукупно Годзила франшиза има 38 дела.

## Филмографија

### Јапанска (Тохо) продукција
1. Годзила (1954)
2. Годзила поново напада (1955)
3. Кинг Конг против Годзиле (1962)
4. Мотра против Годзиле (1964)
5. Гидора против Годзиле (1964)
6. Годзила: Инвазија астро-чудовишта (1965)
7. Ебира против Годзиле (1966)
8. Син Годзиле (1967)
9. Годзила: Уништи сва чудовишта (1968)
10. Годзила: Сва чудовишта нападају (1969)
11. Годзила против Гидоре (1971)
12. Годзила против Гигана (1972)
13. Годзила против Мегалона (1973)
14. Годзила против Мекагодзиле (1974)
15. Терор Мекагодзиле (1975)
16. Годзила: Повратак (1984)
17. Годзила против Биоланте (1989)
18. Годзила против Краља Гидоре (1991)
19. Годзила против Мотре (1992)
20. Годзила против Мекагодзиле 2 (1993)
21. Годзила против Свемирске Годзиле (1994)
22. Годзила против Дестороја (1995)
23. Годзила: Миленијум (1999)
24. Годзила против Мегагируса (2000)
25. Годзила: Чудовишта у нападу (2001)
26. Годзила против Мекагодзиле 3 (2002)
27. Годзила: Токио С.О.С (1954)
28. Годзила: Финални ратови (2004)
29. Шин Годзила (2016)
30. Годзила: Планета чудовишта (анимирано) (2017)
31. Годзила: Град на ивици борбе (анимирано) (2018)
32. Годзила: Једач планета (анимирано) (2018)
33. Годзила минус један (2023)

### Америчка (Холивуд) продукција
1. Годзила (1998)
2. Годзила (2014)
3. Годзила: Краљ чудовишта (2019)
4. Годзила против Конга (2021)
5. Годзила × Конг: Ново царство (2024)